# Magyarvalkói Napok

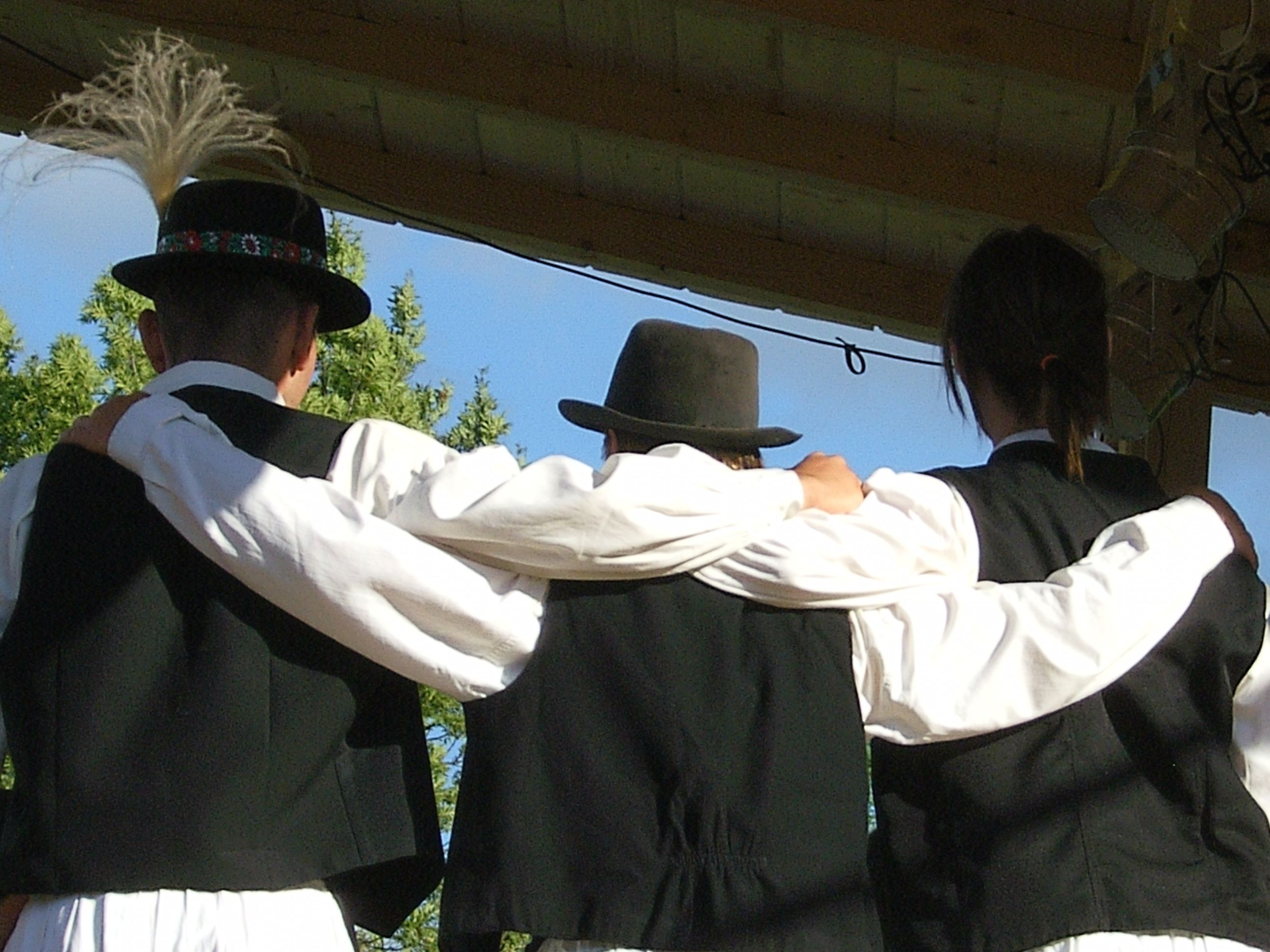
Magyarvalkói Napok

## 1. Magyarvalkói Napok
| „                         | Próbáljunk mégis megmaradni Ebben a gyilkos, vad dulásban. Mikor mindenek vesznek, tünnek, Tarts meg tegnapnak, tanuságnak, Tarts meg csodának avagy bünnek. Mikor mindenek futnak, hullnak… Tarts meg engem igérő Multnak. | ” |
| – Ady Endre: De ha mégis? | |   |

Ady Endre verssorainak jegyében Magyarvalkón 2008. július 18-20. között Magyarvalkói Napok címmel falunapot tartottak, azzal a céllal, hogy összefogják a falu magyarok közösségét, valamint felhívják a figyelmet a kihalófélben lévő néphagyományokra, illetve elősegítsék a térség kulturális életének fellendülését.

## Leírása
A rendezvényre érkező valkói, környező falvakbéli és magyarországi vendégeket és meghívottakat július 18-án, pénteken délután 4 órától fogadták. Este 8 órakor közös bográcsgulyás-főzés kezdődött, majd az egybegyűltek kis csoportja fáklyákkal és népdalkísérettel átvonult a falun, majd az iskolaudvaron folytatódott az éjszakába nyúló bográcsozás.
Szombaton két kiállítást tekinthettek meg az érdeklődők, Vincze István naiv művész Életem álma című festménykiállítását és a Múltunk kincsei című népművészeti, néprajzi kiállítást. Szombaton délelőtt 10 órától hagyományőrző programok (sajtkészítés, perecsütés, rakott kosárkészítés, Csak tiszta forrásból címmel népművészeti műhely), szórakoztató vetélkedők (kerékpár verseny, talicskatoló, szekérhúzó verseny, rönkfűrészelő verseny, focimérkőzés) és gyermek programok (népi játszóház, gyöngyfűzés, népi staféta játékok, fakanálbáb-készítés) zajlottak. Délután 4 órától Kovács Teréz Népi archetípusok Magyarvalkón címmel tartott nagy sikerű előadást, majd a Magyarvalkói Napok hivatalos megnyitójának elhangzása után megkezdődtek a zenés táncos műsorok. A délutáni programban felléptek a magyarvalkói kisiskolások, a bánffyhunyadi Suhanc utánpótlás tánccsoport, a borsi Galagonya néptánccsoport, a piliscsabai Döbögő néptánccsoport és a Cununa Vladesei bánffyhunyadi tánccsoport, a magyarvalkói asszonykórus és láthattunk humorjeleneteket is.
Az előadások után elárverezték a délelőtt készített rakott kosarat. Este 9 órától folytatódtak az előadások, fellépett a kolozsvári Bogáncs néptánccsoport és a Rozmaring néptánccsoport Marosleléről. Este 10 órától Zoltán Erika show műsorával szórakoztatták a megnövekedett számú nézőket, majd táncmulatság kezdődött, ami egészen hajnalig tartott.
A Magyarvalkói Napok rendezvénysorozat július 20-án, vasárnap délelőtt 11 órától, a magyarvalkói református templomban kezdődő istentisztelettel, majd Magyarvalkó jeles történetíró papjára, Mihálcz Elekre való emlékezéssel és kopjafa avatással ért véget.

## 2. Magyarvalkói Napok
| „                | Hazát, hitet nem cserél az ember, amiként arcot sem. Mindkettőt őseink hagyták ránk, s a hűség kötelez." | ” |
| – Sinkovits Imre | |   |

Sinkovits Imre gondolatainak jegyében  rendezik, 2009. július 17-19. között, a Valkai Kulturális Egyesület szervezésében a második Magyarvalkói Napokat, a 2008. évi rendezvény sikerén fellelkesülve. Kőrösi Csoma Sándor szavai: "Tiszteld a múltat és éltesd tovább", kellőképpen kifejezik az idei falunapok megrendezésének célját.

## Leírása
Pénteken, 17-én délután 4 órától kezdődött a vendégek fogadása, majd a bográcsos ételek készítésének versenye következett, melyet népzenei és néptáncos aláfestés tett hangulatossá. Az est népdal éneklős fáklyásmenettel zárul.
Szombaton délelőtt a gyermekeket várt a népi játszóházba, kézműves tevékenységekkel ismerkedni, majd 11.30-tól a kihelyezett bábszínházban, a Vitéz László című darabot Pályi János adta elő. Ezzel párhuzamosan már reggel 9 órától hagyományőrző programokban lehetett résztvenni: volt kenyérsütés, csigatészta-készítés, hólabda- és pánkósütés, egy óra körül pedig Kaláka népdalos munkabemutató kezdődött. 10 órától megnyitották az "Örökségünk" című népművészeti kiállítást és a tavalyi rendezvényről készült fotók kiállítását. Ebéd után, 4 órától kezdődtek a színpadi produkciók és a hivatalos megnyitó. Felléptek a magyarvalkói kisiskolások, a Dealu Negru-i iskolások, a bánffyhunyadi Suhanc Néptánccsoport, a maroslelei Őszirózsa Népdalkör, a bánffyhunyadi Cununa Vlădesei Néptánccsoport, a magyarvalkó Rozmaring Asszonykórus, a bologai Potra Lucia népdalénekes, a piliscsabai Döbögő Néptánccsoport, a kolozsvári Bogáncs Néptánccsoport, a bánffyhunyadi Kós Károly Néptánccsoport, majd szabadtéri bál és táncház vette kezdetét.
Vasárnap reggel, a rövid esőt követően lovasbemutatóval indul a nap, majd 11.30-kor kezdődött az ünnepi istentisztelet. Ezen belül dr. Egyed Ákos akadémikus tartott előadást a Valkai családról, és Nemes Valkaiak a történelem színpadán címmel irodalmi összeállítással is kedveskedtek a helyi fiatalok a jelenlévőknek. Ebéd után sportvetélkedők következtek, majd este humoros jeleneteket mutattak be. Az est fénypontjaként Szekeres Adrien lépett fel, aki most először koncertezett Erdélyben. Az énekesnőt a kolozsvári Fluo együttes követte és hajnalig tartott a szabadtéri bál.

## Képtár

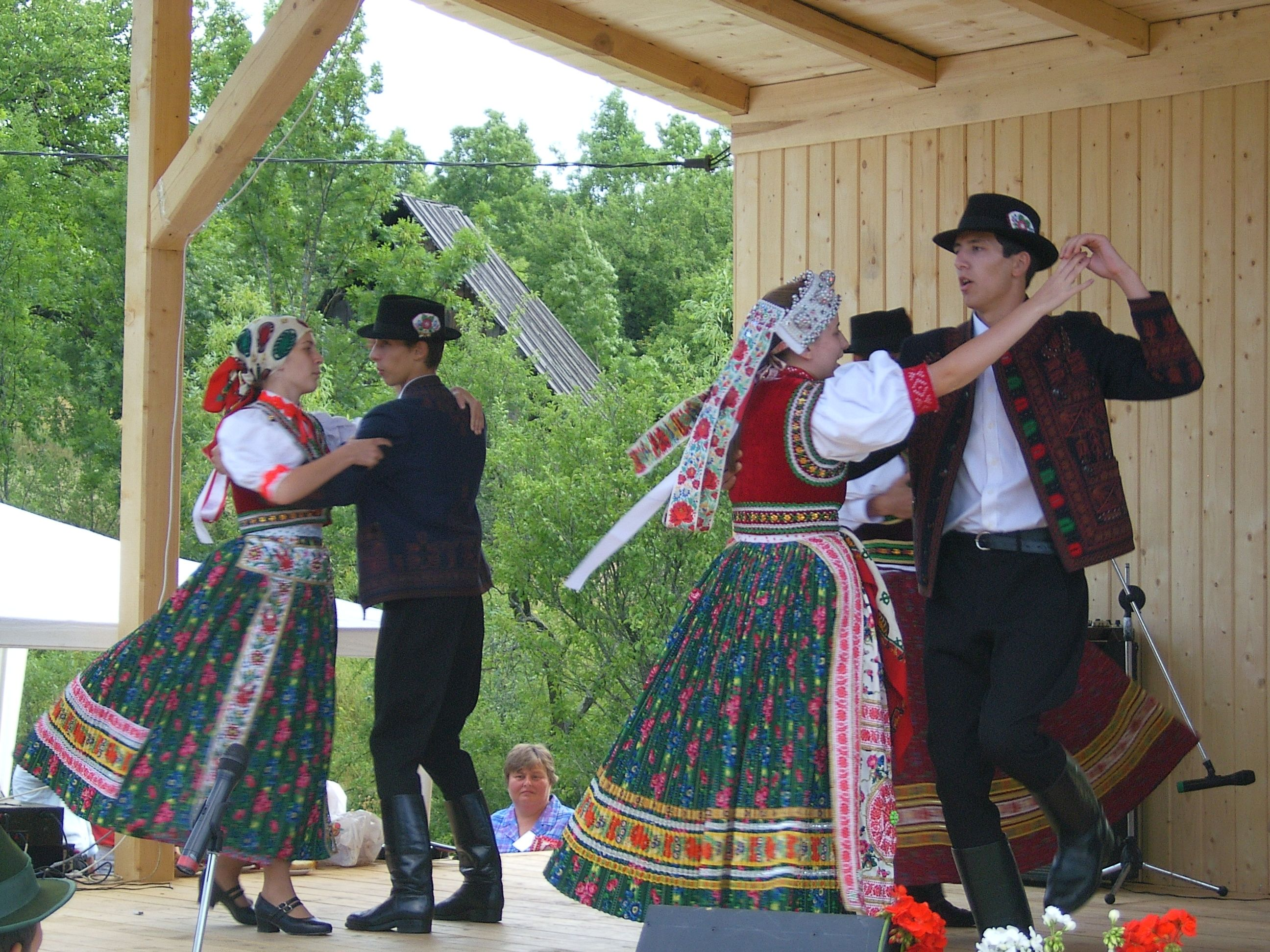
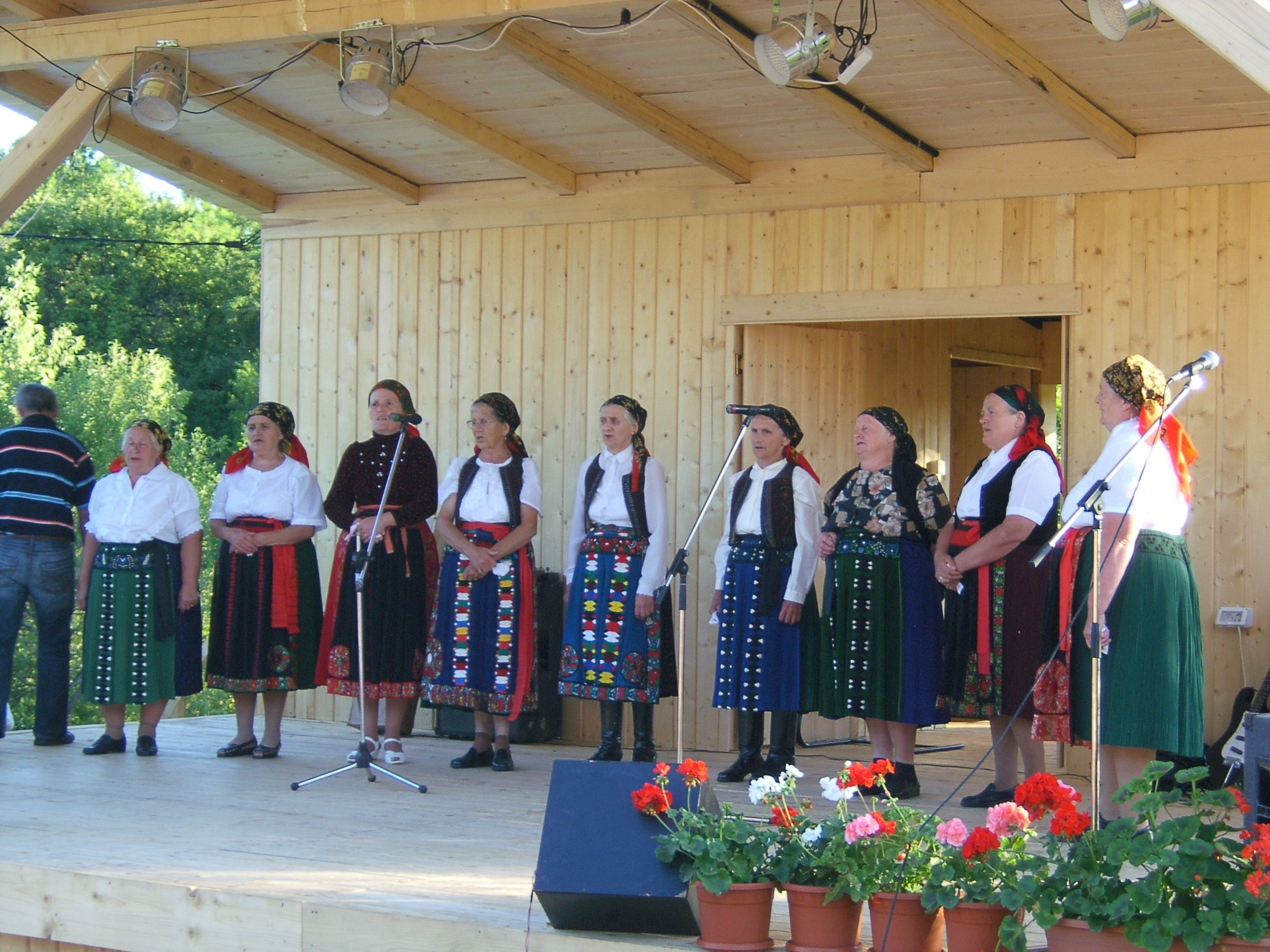
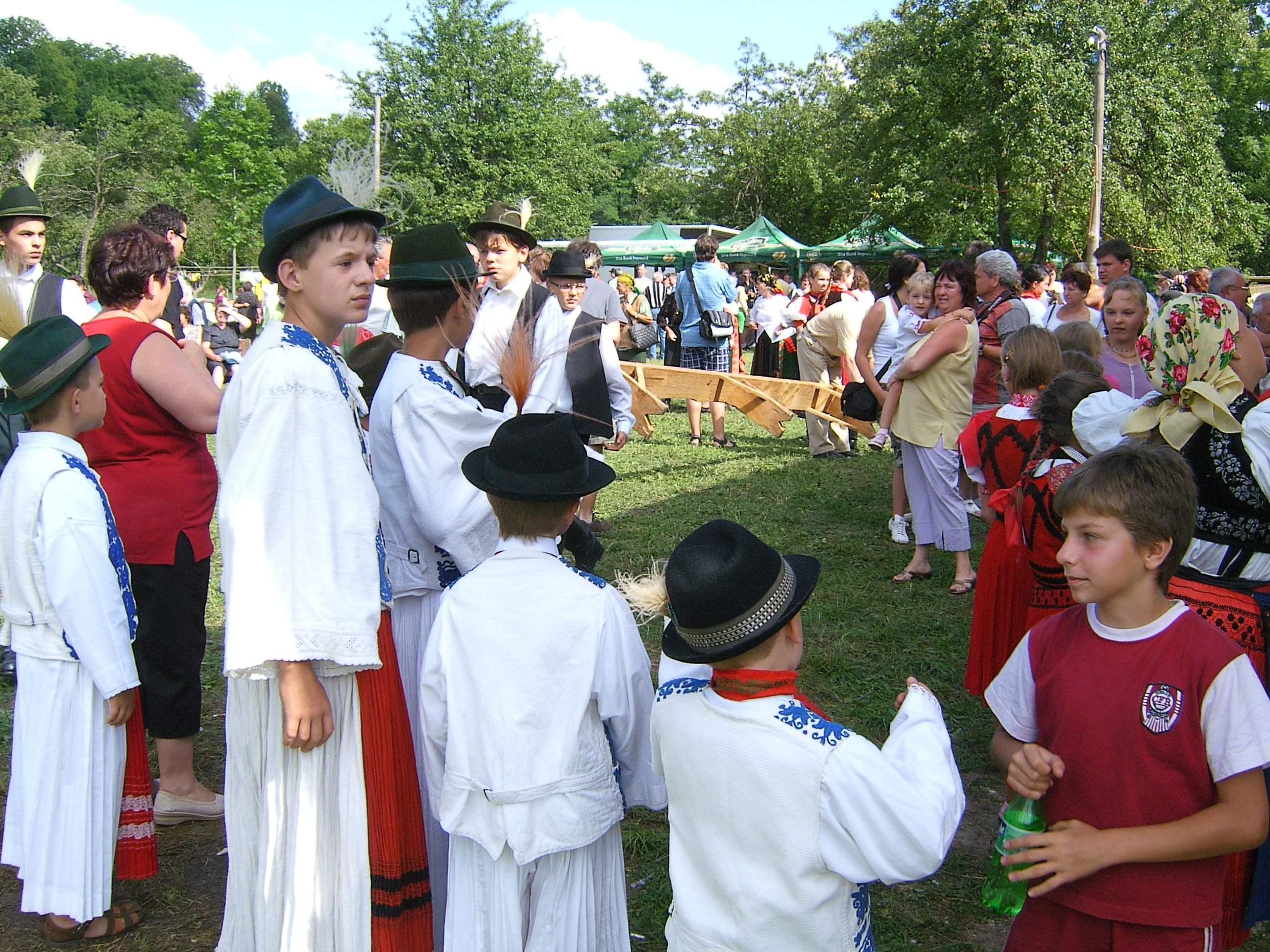
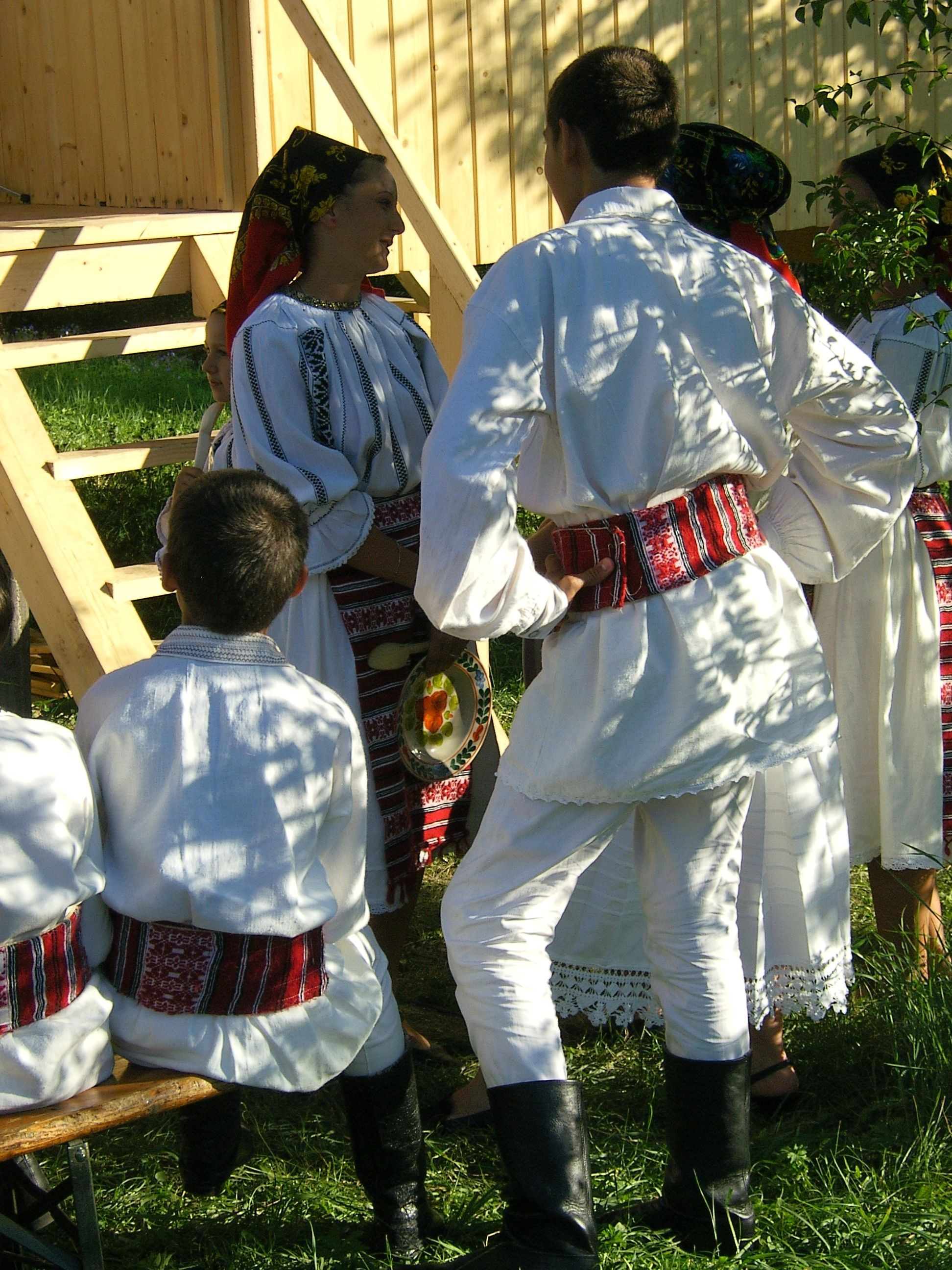
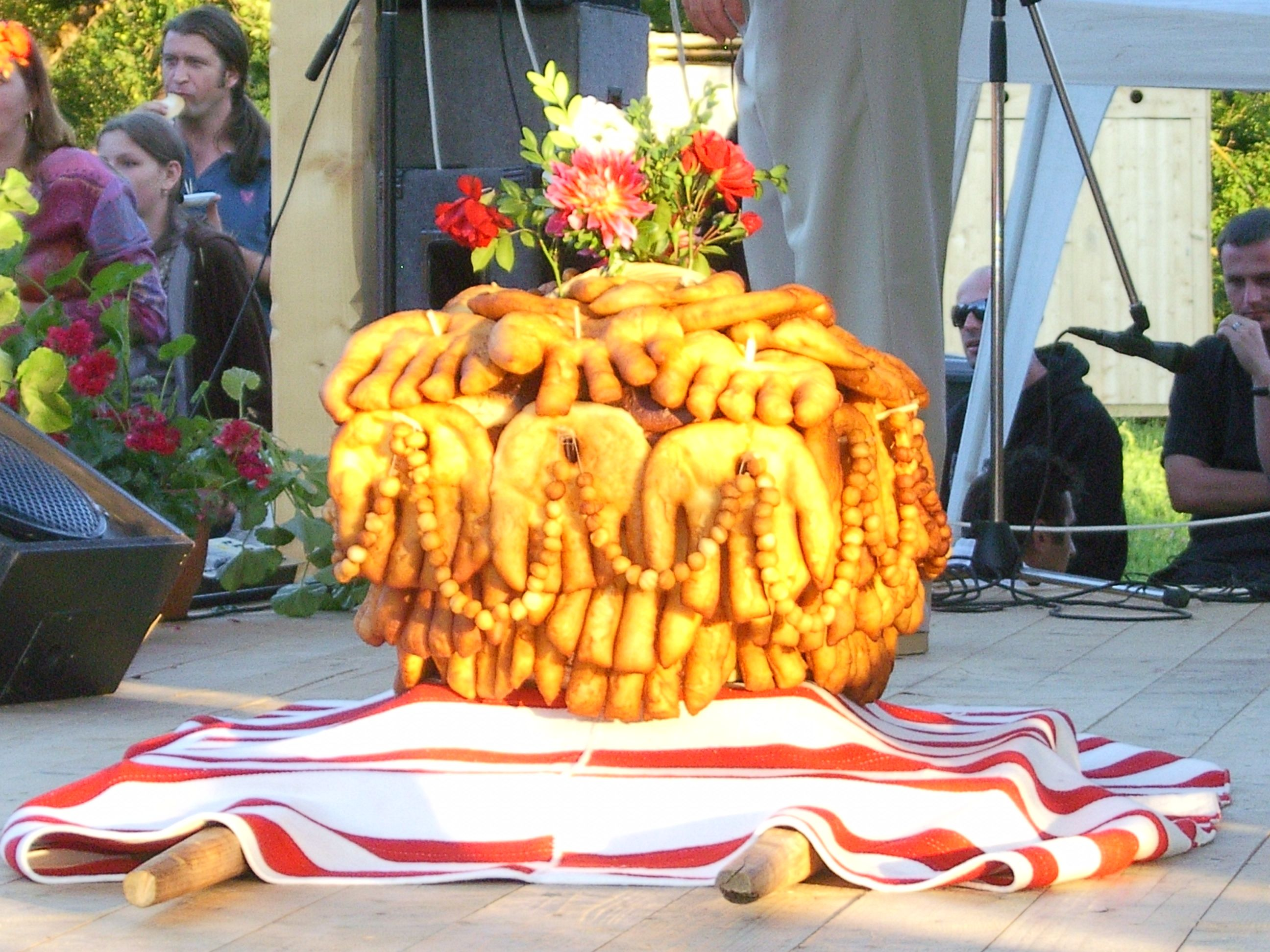
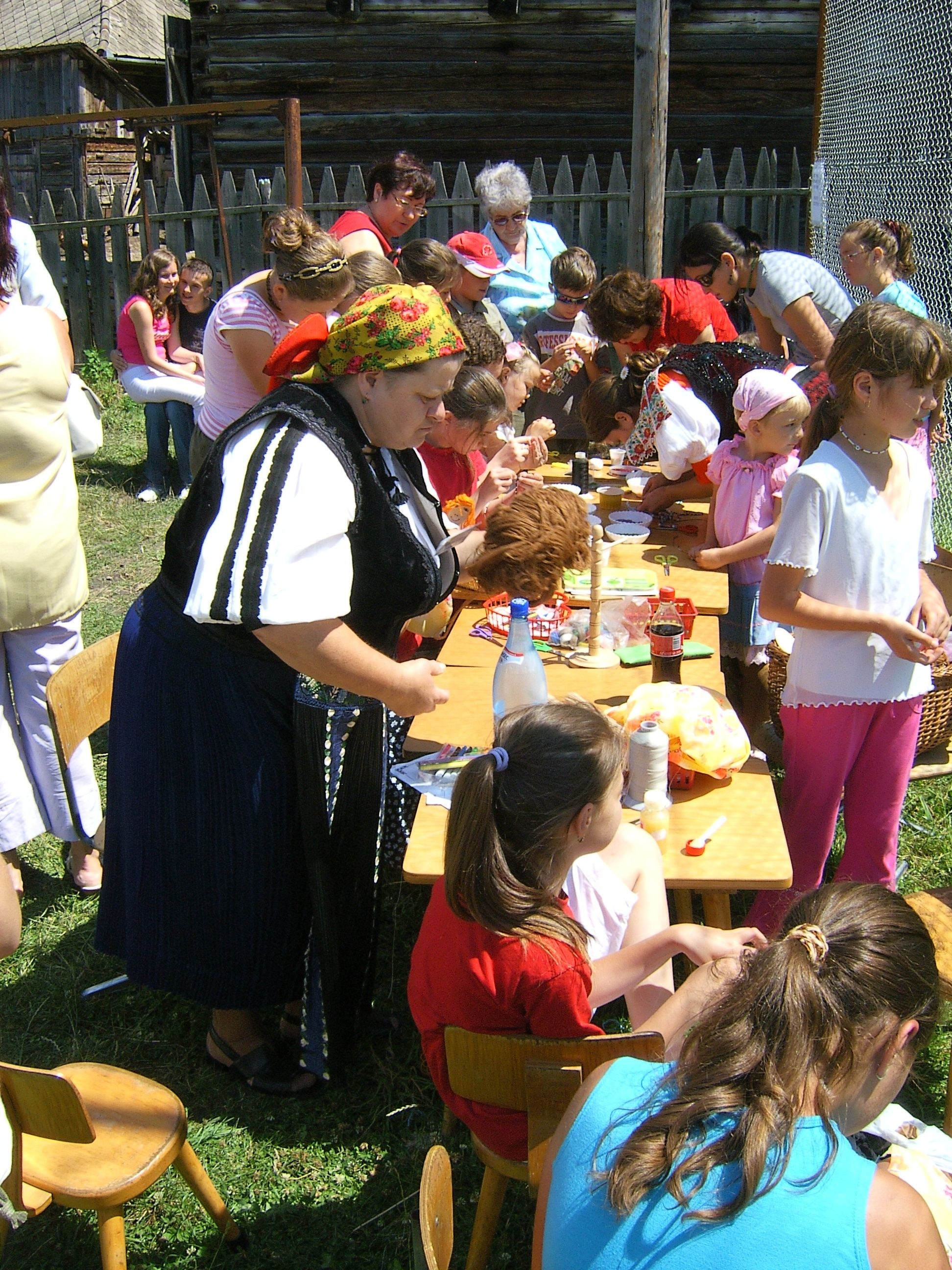
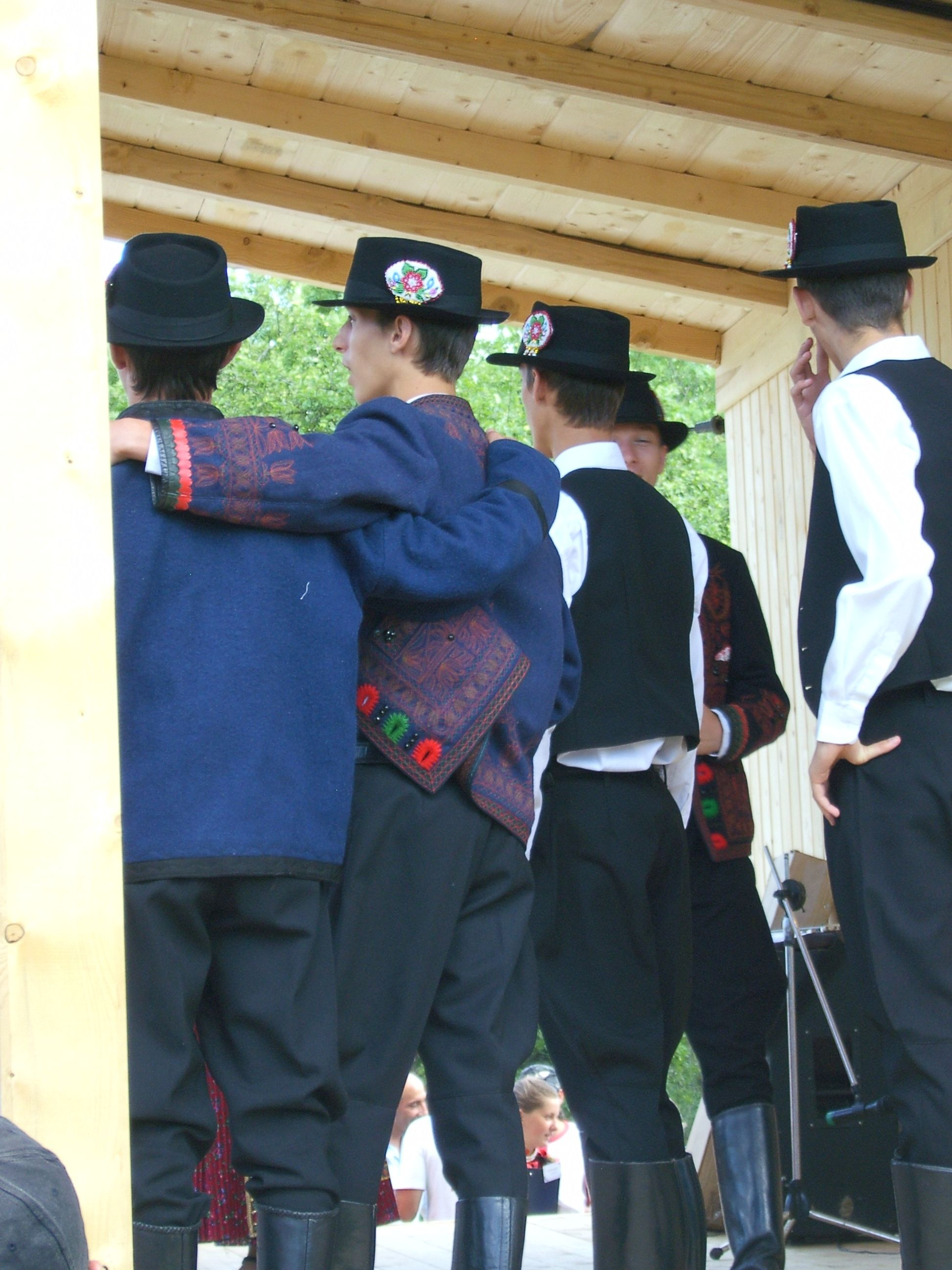
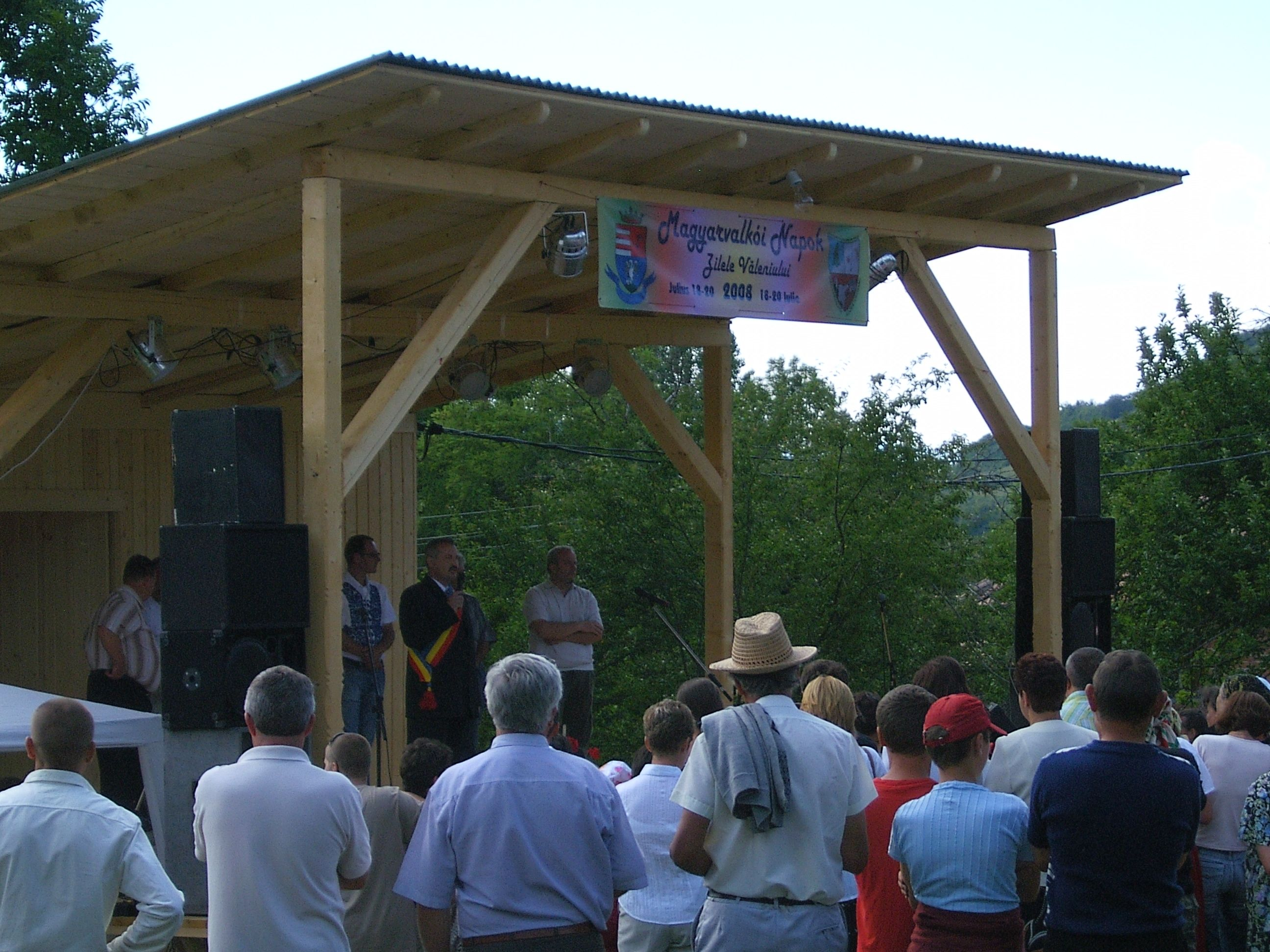

## Külső hivatkozások
- Gömbpanorámák Magyarvalkóról a Karpatmedence360.hu-n
- Magyarvalkó honlapja - Magyarvalkói Napok programja
- Valkai Kulturális Egyesület honlapja
- Magyarvalkói Közbirtokosság honlapja[halott link]